# Edna Mayne Hull
Edna Mayne Hull (Brandon (Manitoba, Canada), 1 mei 1905 - 20 januari 1975) was een Canadees schrijfster van sciencefictionboeken en verhalen. Ze was de eerste echtgenote van A.E. van Vogt, ook een schrijver van sciencefictionboeken.

## Biografie
Hull werd geboren in Brandon, Manitoba. Nadat ze als secretaresse gewerkt had in Alberta, verhuisde ze naar Winnipeg waar ze haar toekomstig echtgenoot leerde kennen. Hull en Van Vogt trouwden op 9 mei 1939, kort voor de publicatie van zijn eerste verhaal Black Destroyer. Tijdens de carrière van haar echtgenoot nam ze vooral het typewerk op zich. Nadat ze heel wat van zijn korte verhalen had uitgetypt begin jaren 1940, begon ze haar eigen ideeën uit te werken. Onder begeleiding van Van Vogt schreef ze verscheidene verhalen en een novelle die allen verschenen in de SF-magazines Astounding Science Fiction en Unknown Worlds. De Artur Blord-verhalen en de The Winged Man-series werden geschreven met medewerking van Van Vogt, die tevreden was met enkel de vermelding 'medeauteur'. Men beweert echter dat het meeste werk door haar echtgenoot werd gedaan, bewezen door de schrijfstijl en correspondentie hierover door Van Vogt zelf. Hull overleed aan kanker op 20 januari 1975.

### Romans
- Planets for Sale (1954,  met A.E. van Vogt) nl:Planeten te koop
- The Winged Man (1966, met A.E. van Vogt) nl:De gevleugelde man

### Verhalenbundels
- Out of the Unknown (1948, met A. E. Van Vogt)
- The Sea Thing and Other Stories (1970, uitbreiding van Out of the Unknown)

### Korte verhalen
- Abdication, met A.E. van Vogt
- Bankruptcy Proceedings [Artur Blord #5] in Planets for Sale (1954)
- Competition [Artur Blord #1] in Planets for Sale (1954)
- The Contract [Artur Blord #3] in Planets for Sale (1954)
- The Debt [Artur Blord #2] in Planets for Sale (1954)
- Enter the Professor [Artur Blord #4] in Planets for Sale (1954)
- The Flight that Failed [ook gepubliceerd als Rebirth: Earth], met A.E. van Vogt
- The Patient (1943)
- Research Alpha, met A.E. Van Vogt & James H. Schmitz
- The Ultimate Wish (1943)
- The Wellwisher (1970)
- The Wishes We Make (1943)